# Mani Neumeier
Mani Neumeier, (München, 1940. december 31. –) német dzsesszdobos, dzsesszénekes. A német Guru Guru krautrock együttes frontembereként, énekeseként és dobosaként vált ismertté.

## Pályafutása
Mielőtt Neumeier 1968-ban megalapította a Guru Gurut, free jazz dobos volt Irène Schweizer triójában. Az 1967-es Berlini Jazz Days-en Philly Joe Jonesszal és a Globe Unity Orchestra-val duóban játszott.
Dolgozott szólistaként számos zenésszel és zenekarral, köztük Peter Brötzmannal, Dieter Moebius-szal, Damo Suzukival, John McLaughlinnel, Yusef Lateefel, Kawabata Makoto-val, Kazuhisa Uchihashival, Tatsuya Yoshige-vel és Jojo Hiroshida-val. Hans Refferttel és Luigi Archettivel az Animals of the Nightban játszott, Conni Maly-val pedig a  Lover 303-ban.
Guru Guru 1996-os sikeres japán turnéja után Mani Neumeier lett az első német zenész, akinek mását elhelyezték a Tokiói Viaszmúzeumban.

## Lemezek
- 1981: Mani Neumeier
- 1983: Waldmeister (limited MC)
- 1992: Privat
- 1993: Terra Amphibia
- 1998: Terra Amphibia 2
- 2002: Birthday!
- 2005: Terra Amphibia 3 – Deep In The Jungle
- 2007: Sketches aka Mani
- 2009: Smoking The Contracts

## Fordítás
Ez a szócikk részben vagy egészben  a   Mani Neumeier című német Wikipédia-szócikk ezen változatának fordításán alapul.  Az eredeti cikk szerkesztőit annak laptörténete sorolja fel. Ez a jelzés csupán a megfogalmazás eredetét és a szerzői jogokat jelzi, nem szolgál a cikkben szereplő információk forrásmegjelöléseként.